# Shariff Kabunsuan
Shariff Kabunsuan era una provincia filippina situata nella Regione Autonoma nel Mindanao Musulmano. Il suo capoluogo era Kabuntalan.
Doveva il suo nome a Shariff Mohammed Kabungsuwan, un predicatore del XVI secolo che introdusse la fede islamica a Mindanao.

## Geografia fisica
La provincia di Shariff Kabunsuan si trovava nella parte occidentale dell'isola di Mindanao, affacciata sul Golfo di Moro, e confinava con quella di Lanao del Sur a nord, Cotabato e Maguindanao a est, e Sultan Kudarat a sud.

## Geografia antropica

### Suddivisioni amministrative
La provincia comprendeva 11 municipalità:
- Barira
- Buldon
- Datu Blah T. Sinsuat
- Datu Odin Sinsuat
- Kabuntalan
- Matanog
- Northern Kabuntalan
- Parang
- Sultan Kudarat (Nuling)
- Sultan Mastura
- Upi

## Storia

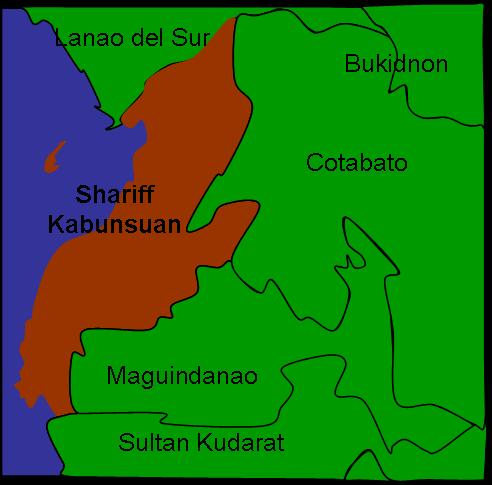
La provincia di Shariff Kabunsuan

Il 29 ottobre 2006 con un voto espresso con larghissima maggioranza, le dieci municipalità più occidentali della provincia di Maguindanao diedero vita a una nuova provincia, quella di Shariff Kabunsuan. Nel dicembre dello stesso anno, a partire da Kabuntalan venne costituita una nuova municipalità, Northern Kabuntalan, portando così il totale a undici.

### Annullamento della creazione della provincia
Il 17 luglio 2008 la Corte Suprema delle Filippine dichiarò incostituzionale la creazione della provincia, in quanto l'autonomia della Regione Autonoma nel Mindanao Musulmano non comprende la possibilità di creare nuove province o municipalità. In particolare la decisione discende dal fatto che la creazione di municipalità e province richiede necessariamente la formazione di distretti legislativi, prerogativa quest'ultima che la Costituzione riserva al Parlamento.
Contro la decisione della Corte, la Regione Autonoma nel Mindanao Musulmano propose un'istanza di revisione della decisione ma la stessa Corte Suprema confermò nel gennaio 2009 la propria decisione, rendendola pertanto definitiva. Le municipalità tornarono così a far parte della provincia di Maguindanao.